# 고호 (후연)
고호(高湖, 생몰년 미상)는 오호십육국시대 후연, 남북조시대 북위의 관료로 발해군(渤海郡) 수현(蓨縣) 출신, 자는 대연(大淵)이며, 영서장군(寧西將軍), 양주진도대장(凉州鎭都大將)을 역임하였다. 고호는 후연의 관료 고태의 아들로 북제를 세운 북제 문선제의 고조부이다.

## 생애
조년 시기부터 재치, 기품이 있고 민첩했으며 형 고감(高轁)이 유명해 동생인 본인도 최령(崔逞)의 존경을 받았다. 고호는 후연의 요직을 지냈으며 395년, 후연이 출병하여 북위로 진격하는 참합피 전투를 앞두고 황제 모용수에게 다음과 같이 말했다.
「魏燕兩國是友邦，他們有內亂，我們派兵支援他們；我們有需要，他們也沒有背棄。兩國和好多年，往來不絕。早前因為向拓跋珪求馬不果而留下他的弟弟，不對的是我們而非他們。此時本應該修補兩國關係，安定國家，但今天卻要派太子率兵遠征。而且魏主拓跋珪雄武有謀略，他們的兵馬都精銳強盛，受盡艱險苦困。而太子年輕，心高氣銳，輕敵好勝，難以獨力統軍。此行兵凶戰危，希望再加考慮。」
"위와 연 두 나라는 서로 우방국이고, 위에 내란이 발생했으니 우리가 군대를 보내 그들을 지원해야 합니다. 우리가 위급하면 그들도 우리를 버리지 않았습니다. 두 나라는 서로간의 왕래가 끊이지 않았습니다.
"일찍이 탁발규에게 말을 달라고 했다가 주지 않았다 해서 그의 동생을 억류하는 것은 옳지 않습니다. 양국의 관계를 바로잡고 나라를 안정시켜야 하는데, 오늘은 태자(모용보)를 보내 원정을 이끌어야 합니다. 하지만 위군은 모두 정예하여 곤경에 처할 확률이 높습니다. 태자는 젊고 드세며 적을 가벼이 여겨 군사를 통솔하는데 부적합합니다. 이번에는 우리 군대가 불리할 것 같으니 폐하께선 좀 더 생각해보기 바랍니다."
황제 모용수는 이 말을 듣고 노여워해 고호를 파직시켰다. 결국 참합피 전투는 후연의 대패로 끝났으며 모용수는 이듬해인 396년 친정해 형세를 반전시키려 했으나 참합피를 지나다가 산처럼 쌓인 후연군의 시체를 보고 화병으로 죽었다. 이후 태자였던 모용보가 즉위하여 고호를 연군태수(燕郡太守)로 다시 등용하였다. 397년 모용보는 수도인 중산(中山)를 버리고 옛 수도인 용성(龍城)으로 도주했으나 그런 상황에도 종실간 다툼이 끊이질 않았다. 고호는 후연의 패를 직감하고 삼천 호를 거느린 채, 북위에 투항하였다.
북위에 투항한 고호는 동아후(東阿侯)에 책봉되었으며, 우장군(右將軍)을 더해 대동제부(大東諸部)를 통괄하였다. 태무제 시기 영서장군, 양주진도대장을 역임했으며 고장진(姑臧鎭)을 떠나 민간에서 덕을 베풀다가 70세의 나이로 죽었다. 사후 진서장군(鎭西將軍), 진주자사(秦州刺史)로 추증되었으며, 시호를 경(敬)이라 하였다.
550년, 현손 북제 문선제가 북제를 건국하자 진주사군(秦州史君)으로 추존되어 칠묘에 위패가 안치되었다.

## 가족
- 부친: 고태 - 이부상서(吏部尙書)로 추존.
- 아내: 모용씨(慕容氏) - 모용도(慕容度)의 딸이다.
- 장남: 고진(高眞)
- 차남: 고각발(高各拔)
- 3남: 고밀 - 태위무정공(太慰武貞公)으로 추존.
- 4남: 고치(高稚)